# Bathin
Bathin ili Bathym, ponekad znan i kao Mathim ili Marthim, prema demonologiji, osamnaeseti duh Goecije koji ima zapovjedništvo nad trideset legija. Ima titulu vojvode, a prema djelu Pseudomonarchia Daemonum, titulu velikog vojvode. Ima lik krupnog, jakog muškarca sa zmijskim repom. Prikazuje se kako jaši bijelog konja. Razumije se u ljekovite moći biljaka i dragog kamenja. Ima sposobnost teleportacije, odnosno može osobu u trenu premijestiti s jednog kraja zemlje na drugi.